# Kabinett Tong III
Das dritte Kabinett Tong wurde von Anote Tong, dem Präsidenten der Republik Kiribati, am 17. Januar 2012 gebildet und am gleichen Tag im Parlament, dem zehnten Maneaba ni Maungatabu, vereidigt.
Präsident Tong wurde am 13. Januar 2012 in seine dritte Amtsperiode von 2012 bis 2015 wiedergewählt. In der Parlamentswahl in Kiribati 2011 wurde ein Teil der Mitglieder seines zweiten Kabinetts (2007 bis 2011) nicht wiedergewählt, so dass Tong, Führer der Regierungspartei Boutokaan Te Koaua (BTK) vermehrt auch auf Mitglieder der Oppositionspartei Maurin Kiribati Party (MKP) zurückgriff.
Dem elfköpfigen Kabinett gehören zwei Ministerinnen an.
In Personalunion ist das Amt des Präsidenten (Te Beretitenti) mit dem des Außenministers verbunden. Seine Vizepräsidentin Teima Onorio bekleidet zusätzlich den Posten der Innen- und Sozialministerin.
| Amt/Ressort | Amtsinhaber                | Partei                | Herkunft        |
| --- | -------------------------- | --------------------- | --------------- |
| Präsident | Anote Tong                 | BTK                   | Maiana          |
| Vizepräsidentin | Teima Onorio               | BTK                   | Arorae          |
| Minister for Commerce and Industry Cooperative Handel, Industrie und Kooperativen                                      | Pinto Katia                | MKP                   | Makin           |
| Minister for Communications, Transport and Tourism Development Kommunikation, Transport und Tourismusentwicklung       | Taberannang „Peter“ Timeon | BTK                   | North Tabiteuea |
| Minister for Education, Youth and Sports Bildung, Jugend und Sport                                                     | Maere Tekanene             | unbekannt, Ministerin | South Tarawa    |
| Minister for the Environment, Land and Agricultural Development Umwelt, Ländereien und landwirtschaftliche Entwicklung | Tiarite Kwong              | MKP                   | Abemama         |
| Minister for Finance and Economic Development Finanzen und wirtschaftliche Entwicklung                                 | Tom Murdock                | MKP                   | Kuria           |
| Minister for Fisheries and Marine Resources Development Fischerei und Entwicklung von Meeresressourcen                 | Tinian Reiher              | MK                    | Butaritari      |
| Minister for Foreign Affairs and Immigration Auswärtiges und Einwanderung                                              | Anote Tong                 | BTK                   | Maiana          |
| Minister for Health and Medical Services Gesundheit und Medizinische Dienste                                           | Kauta Tenaua               | BTK                   | Abaiang         |
| Minister for Internal and Social Affairs Inneres und Soziales                                                          | Teima Onorio               | BTK                   | Arorae          |
| Minister for Labour and Human Resources Development Arbeit und Arbeitskräfteentwicklung                                | Boutu Bateriki             | MKP                   | North Tarawa    |
| Minister for the Line and Phoenix Islands Development Entwicklung der Line Islands und Phoenixinseln                   | Tawita Temoku              | BTK                   | Kiritimati      |
| Minister for Public Works and Utilities Öffentliche Arbeiten und Versorgungsunternehmen                                | Kirabuke Teiaua            | BTK                   | Beru            |
| Attorney General Generalstaatsanwalt                                                                                   | Titabu Tabane              |                       |                 |
| Quellen: Parliament of Kiribati; CIA                                                                                   |                            |                       |                 |